# Violetta la timida
Violetta la timida è un libro del 1963 scritto da Giana Anguissola e vincitore del premio Bancarellino.

## Trama
Violetta ha tredici anni e desidera diventare giornalista. Il suo unico difetto è quello di essere tremendamente timida, fino a quando non verrà scelta dalla giornalista Giana Anguissola per tenere un diario per adolescenti nel Corriere dei Piccoli.
Grazie a questa esperienza Violetta riuscirà a vincere la sua timidezza, aiutata dalla signora Anguissola, dal caro nonno Oreste e dal suo amico Terenzio. Violetta è affetta da "coniglite acuta" e quando la signora A. (come la chiama lei) la sceglie per scrivere sul Corriere dei Piccoli, a lei non sta proprio simpatica. La signora A. chiede a Violetta di portarle i resoconti delle sue giornate, cercando di vincere la sua timidezza; in base ai suoi resoconti la signora A. le dà un voto sulla pagella della timidezza. Prima però di ottenere l'agognato dieci, Violetta dovrà aiutare una sua professoressa, timida come lei, organizzare una festa, rappresentare gli alunni in una competizione televisiva con i professori e affrontare la classe che non la vuole come capoclasse, accusandola di "leccapiedismo". In quest'ultima occasione riuscirà a prendere un bel 10 e diventerà capo del "Club dei Timidi", per far capire agli altri timidi come si fa a non esserlo più, dato che lei ci è riuscita.
Il libro ebbe grande successo tra i ragazzi ed ebbe numerose riedizioni e ristampe. Il personaggio di Violetta fu anche protagonista di un libro successivo della stessa Anguissola, Le straordinarie vacanze di Violetta (1964).

## Edizioni
- Giana Anguissola, Violetta la timida, 15 ed., collana Collana Corticelli, Mursia, 2001,  pp. VI, 242 p., ISBN 88-425-2863-3.